# Nicola Ciccolo
Nicola Ciccolo (Taranto, 10 aprile 1940) è un allenatore di calcio ed ex calciatore italiano, di ruolo attaccante.

## Biografia
Anche il fratello Ennio (nato nel 1942) è stato un calciatore, giocando in Serie B con il Messina negli anni sessanta.
Durante gli anni ottanta, fu consigliere comunale del Partito Socialista Democratico Italiano a Verona.

## Carriera

### Giocatore

#### Club
Giocò nel Messina, dove esordisce in Serie B e nell'Hellas Verona, prima di venire ceduto all'Inter, esordendo in Serie A. In nerazzurro rimase una sola stagione, vincendo la Coppa dei Campioni (segnò una rete contro il Monaco negli ottavi di finale) e perdendo lo Scudetto nello spareggio contro il Bologna.
In Serie A ha vestito anche le maglie di Mantova, Lazio e Lanerossi Vicenza, poi tornando all'Hellas Verona nel 1972-1973. Nelle serie minori ha invece giocato con Chievo e Legnago.
In totale ha giocato 174 partite in Serie A segnando 26 reti e 124 in serie B con 44 reti.

#### Nazionale
Nel 1959 partecipò con l'Under-21 ai Giochi del Mediterraneo, vincendo la medaglia d'oro.

### Allenatore
Ha allenato nelle categorie minori del Veneto e per 5 stagioni il Chievo con cui ha ottenuto la promozione in Serie D. Dopo il campionato di Serie D 1977-78, terminato con l'ottavo posto lascia la panchina clivense, andando ad allenare la stagione successiva il Legnago.

## Statistiche

### Cronologia presenze e reti in nazionale Under-21
| Cronologia completa delle presenze e delle reti in nazionale ― Italia under 21 | Cronologia completa delle presenze e delle reti in nazionale ― Italia under 21 | Cronologia completa delle presenze e delle reti in nazionale ― Italia under 21 | Cronologia completa delle presenze e delle reti in nazionale ― Italia under 21 | Cronologia completa delle presenze e delle reti in nazionale ― Italia under 21 | Cronologia completa delle presenze e delle reti in nazionale ― Italia under 21 | Cronologia completa delle presenze e delle reti in nazionale ― Italia under 21 | Cronologia completa delle presenze e delle reti in nazionale ― Italia under 21 |
| Data                                                                           | Città                                                                          | In casa                                                                        | Risultato                                                                      | Ospiti                                                                         | Competizione                                                                   | Reti                                                                           | Note                                                                           |
| ------------------------------------------------------------------------------ | ------------------------------------------------------------------------------ | ------------------------------------------------------------------------------ | ------------------------------------------------------------------------------ | ------------------------------------------------------------------------------ | ------------------------------------------------------------------------------ | ------------------------------------------------------------------------------ | ------------------------------------------------------------------------------ |
| 13-10-1959                                                                     | Beirut                                                                         | Libano under 21                                                                | 0 – 2                                                                          | Italia under 21                                                                | Giochi del Mediterraneo                                                        | -                                                                              |                                                                                |
| 16-10-1959                                                                     | Beirut                                                                         | Italia under 21                                                                | 1 – 1                                                                          | Turchia under 21                                                               | Giochi del Mediterraneo                                                        | -                                                                              |                                                                                |
| 18-10-1959                                                                     | Beirut                                                                         | Libano under 21                                                                | 0 – 5                                                                          | Italia under 21                                                                | Giochi del Mediterraneo                                                        | -                                                                              |                                                                                |
| 23-10-1959                                                                     | Beirut                                                                         | Turchia under 21                                                               | 1 – 2                                                                          | Italia under 21                                                                | Giochi del Mediterraneo                                                        | -                                                                              |                                                                                |
| Totale                                                                         |                                                                                | Presenze                                                                       | 4                                                                              |                                                                                | Reti                                                                           | 0                                                                              |                                                                                |

## Palmarès

### Giocatore

#### Club
- Coppa dei Campioni: 1

Inter: 1963-1964

#### Nazionale
- Giochi del Mediterraneo: 1

Libano 1959

### Allenatore

#### Competizioni regionali
- Promozione: 1

Chievo: 1974-1975